# Хеслехолм (община)
Община Хеслехолм (на шведски: Hässleholms kommun) е разположена в лен Сконе, югоизточна Швеция с обща площ 1314 km2 и население 50 227 души (към 31 декември 2013). Административен център на община Хеслехолм е едноименния град Хеслехолм.